# エゾシマリス
エゾシマリス（蝦夷縞栗鼠、学名 Tamias sibiricus lineatus）は、ネズミ目リス科シマリス属に属するリスの1種。ユーラシア大陸北部に分布するシマリス（シベリアシマリス）Tamias sibiricusの亜種。

## 分布
日本国内では北海道全域と利尻島・天売島・焼尻島・礼文島・北方領土に分布する。国外では樺太（サハリン）・極東ロシアおよび中華人民共和国（中国）北東部の一部に分布する。
なお本州以南の日本列島にはシマリスは自然分布していないが、その要因としては、大陸のシマリスはロシア・中国北部・朝鮮半島といった寒冷地に分布していることから、シマリスという種は寒冷地に適応した哺乳類であることや、エゾシマリスと大陸のシマリスの分岐年代は約10万年から20万年前と比較的新しく、その時代には既に津軽海峡（ブラキストン線）によって北海道と本州が分断されていた可能性や、もしくは本州以南の非生物的環境（気候帯など物理・化学環境）がシマリスには適さないものだった可能性が考えられている。

## 形態
頭胴長は12 - 15センチメートル・尾長は11 - 12センチメートルで体重は71 - 116グラム。耳長が14 - 18ミリメートル・後足長が35 - 38ミリメートルである。体毛は茶色で、背中には5本の黒い縞がある。縞の間はクリーム色で、腹部・耳の先の毛は白い。

## 生態

### 生息環境
海岸沿い・都市近郊の森林から森林限界を超えた標高2,000メートルの高山にまで生息するが、開けた環境に多い。昼行性で日の出後しばらくしてから巣を出て日の入り前に巣穴へ戻り、夜間には活動しない。主に地上で活動するが木登りも上手である。

### 摂食行動
エゾシマリスは日本のリス類で最も地上にいることが多いが、地上は樹上に比べ見通しが悪いため、危険を素早く察知できるよう2本足で立っていることが多い。
35種類以上の木本・草本植物から種子・果実・花・芽・葉・樹液を食べるがキノコ類は食べない。早春にはササの芽・カエデの若葉を食べ、その後はミズナラのドングリやサクラ類・ヒカゲスゲなどの種子を食べるほか、高山に生息する個体はハイマツ・ナナカマドの種子を主に食べる。基本的には植物食であるが昆虫（ガの幼虫・アリの蛹やセミ・クワガタムシ）やクモ・カタツムリ（陸貝）など無脊椎動物やシジュウカラの卵・シマエナガの雛鳥など動物質の食物も機会があれば好んで食べ、特に子育て中の母リスは子供の成長期には動物質の食物を積極的に食べる。木・草の種子は季節ごとに異なる種が異なる場所に存在するため、エゾシマリスは食物を求めて300メートル以上にわたり遠出する場合もある。秋の行動圏はメスが3,900㎡・オスが6,800㎡である。
本種は食物を発見すると普通はその場で食べず口の中の頬袋に詰め込み、安全な場所に運んでから食べたり、地面に深さ2センチメートルの穴を掘って埋めたりする。後者の行為を「分散貯蔵」と呼び、活動期間中はどの月でも行われるが、特に冬眠前の10月に最も盛んに行われる。冬眠前に分散貯蔵しておいた食物は冬眠明け直後の4月 - 5月上旬（新芽が芽生える前）に食物の半分を占める重要な餌となるが、そのまま食べられず放置されたドングリは春に芽生える。また個体ごとに分散貯蔵する場所は決まっていないため、別の個体が埋めて貯蔵した餌を掘り出して食べたり再び貯蔵したりする場合があるほか、冬眠前に分散貯蔵しておいた食物が冬眠中にエゾリス・ネズミ類に食べられる場合もある。
分散貯蔵以外にも冬眠用の巣穴内部に食物を貯蔵する「巣内貯蔵」も行うが、分散貯蔵・巣内貯蔵とも腐りやすい果実・動物質は避け、もっぱら種子のみを貯蔵する。

### 巣・冬眠
活動期の巣穴は通常深さ50センチメートル・全長約1.2メートルほどである。
北海道は11月下旬には降霜するため、エゾシマリスはその前に地下の巣穴で冬眠に入り、1年のほぼ半分を冬眠して過ごす。冬眠期間は通常10月 - 翌年4月の5 - 7か月間だが、早い個体では9月上旬から冬眠を開始する。エゾシマリスはコウモリ・クマなどほかの冬眠動物と違い冬眠前に体脂肪を貯えない代わりに食物を貯蔵するが、貯蔵量は1つの巣で平均1,192グラム（冬眠日数1日当たり約6グラム）である。
9月中旬ごろ、エゾシマリスは冬眠の準備として新しい冬眠用の巣を決め、食物・巣材の
1枯れ葉を巣穴の中に運び込む。冬眠巣は1本のトンネル（180センチメートルほど）の突き当たりに1つの巣室があるが、巣室の3分の2は食物貯蔵庫になっており、その上に乾燥した枯れ葉でベッドを作る。本種は冬眠開始時に出入り口のトンネルを内部から土で塞ぎ、捕食者や貯蔵食物を盗もうとする他のシマリス・ネズミ類の侵入を防ぐ。
メスの冬眠期間は成獣で平均211日・若い個体で平均194日の一方、オスはメスより短く成獣で平均180日・若い個体で平均169日である。メスは毎年冬眠巣の位置を変えるほか、小さい体の割に行動圏が広いため、オスは確実に交尾するため自分の行動圏内のどこでメスが冬眠するかを確認してから冬眠に入ると考えられている。また夏生まれの若い個体は成獣より1か月ほど遅く冬眠に入るため、冬眠に入る順番はほぼ毎年「成獣メス→（約12日後）成獣オス→若メス→若オス」の順となる。成獣メスは平均気温7℃、成獣オス・若メスは4℃、若オスは0℃を切るころまでにほとんどの個体が冬眠に入るため、平均気温が0℃以下になるとエゾシマリスは地上から姿を消す。
冬眠中は体温が低下し、脈拍・呼吸数とも少なくすることでエネルギーの消費を節約するが、10日に1回程度は体温が上昇して目を覚まし、貯蔵した食物を食べたり、トンネル内のトイレで尿・糞を排泄したりする。
冬眠中の死亡率は5％以下と非常に低い一方、活動期間中には雌雄とも半数が姿を消す。冬眠を終えて目覚める時期は春の雪解け時期で、体内時計や湿度への感覚で目覚めて活動を開始する。地上へ向けて新しいトンネルを掘り、冬眠前の出入り口から平均2メートル離れた場所から地上に出る。オスはメスより冬眠期間が短く、より早く冬眠から目覚めるため、最初のメスが冬眠を終えて地上に現れるころにはオスの約89％が既に活動を開始している段階である。

### 繁殖行動

#### 交尾
年に1回繁殖し、4 - 5月に求愛して春 - 夏に出産する。前年夏に生まれたオスの睾丸は冬眠中に発達し、翌春までには繁殖が可能になる。
本種は通常日の出後しばらくしてから巣穴を出るが、繁殖期のオスは日の出直後から巣を出てメスの巣を訪ね歩く。メスは冬眠直後は気温が上昇する昼間まで寝ているが、次第に1日の活動時間が長くなり、6月下旬以降は雌雄の活動時間帯がほぼ同じになる。オス同士は交尾の順番を巡って激しく争うが、年齢による順位は常に「2歳＞3歳・4歳＞1歳」である。通常は順位の高いオスが優占的に交尾するが、毎年年齢に伴い順位が入れ替わるため、母親の行動圏付近に定着した若メス（娘）が父親と近親交配する可能性は低い。
メスは冬眠から目覚めて平均約3日後に交尾日を迎える（発情する）が、交尾日はその1日のみで、活動期間（平均156日）の半分以上を妊娠（約30日）・子育て（約60日）に費やすため、北海道では年1回しか繁殖できない。そのためメスはわずか1日の交尾日に確実に妊娠する必要があり、複数頭（最大9頭）のオスと交尾する。交尾日を迎えてもオスと出会えないメスは発情声（鳴き声）を連続して上げ、オスを呼び寄せる。

#### 出産から巣立ちまで
妊娠期間は約30日で、メスは交尾から約30日後に地下の巣で1回に3 - 7頭の仔を出産する。新生子は体重3 - 4グラムで眼・耳とも開いておらず赤裸だが、数日後に皮膚に黒い線が現れ、そこから黒い縞模様の毛が生える。母リスは1日に3 - 5回授乳のために巣へ戻り、夜間は仔リスと一緒に過ごす生活を繰り返す。
仔リスは生後約28日で眼が開き、生後約35日後からは巣から外出し始めるようになる。このころには母リスは仔リスと別の巣で夜間を過ごすようになるが、日中に仔リスの巣を1日4 - 8回訪問して母乳・食物を与え、仔リスも1日に3 - 5回外出と帰巣を繰り返す。またこのころからは母リスが仔リスを連れ出し、3 - 8日ごとに仔リスたちを新たな巣穴（樹洞・かつて他個体が使用していた地下の巣穴など）に引っ越させる。
やがて仔リスたちは8月上旬ごろ（生後約60日）までに独立して生まれた巣穴に帰らなくなるが、母リスも訪問した巣に仔リスがいないことが続けば巣を訪問しなくなる。独立した仔リスたちはしばらく母リスの行動圏を中心に活動するが、8月下旬には若いオスが遠くへ分散し、代わって別のメスが産んだ若いオスがその行動圏に定着する。一方で娘（メスの1頭）は母リスの行動圏およびその付近に定着し、定着後は雌雄とも一生ほぼ同じ地域に留まる。

### 天敵・寿命
天敵はエゾヒグマ・キタキツネ・オコジョ（エゾオコジョ）・シマヘビ・猛禽類である。尾の皮膚は尾骨から抜けやすくなっており、天敵に襲われた際には捕食者の口に自切した尾の毛・皮だけを残して生き延びることもある一方、年齢の高い個体には尾が短くなった個体も多い。
寿命は野生下ではオスで最長5年・メスで6年だが、飼育下では最長9年の記録がある。

## 人間との関係
- 情報不足（DD）（環境省レッドリスト）

1918年（大正7年）には後方羊蹄山麓の真狩原野（現在の真狩村およびニセコ町の東部）で、北海道拓殖銀行から資金を借りて入植した開拓民たちが、第一次世界大戦期に高騰していたササゲマメの栽培を行っていたが、収穫直後の11月に終戦したことで相場が暴落し、入植者の多数が夜逃げしたことで畑の面積が急減、その数年後の収穫期にはわずかに残った数戸の入植民たちの豆畑や、収穫した豆を貯蔵していた倉庫に大発生したエゾシマリスたちが押し寄せ、多数の豆を食害したという記録がある。
シマリスは狩猟鳥獣に指定されているが、これは本州以南に外来種として侵入したペット由来のシマリスを対象としたもので、北海道ではペット由来のシマリスとエゾシマリスを区別することが困難であることからシマリスの捕獲は禁止されている。
ペットとして入ってきた（シベリアシマリスの）別亜種チョウセンシマリス Tamias sibiricus barberi ・チュウゴクシマリスが札幌市内など北海道の一部で野生化していることから、交雑・競争が生じていることが懸念されている。また大雪山系・黒岳ではエゾシマリスが観光客により餌付けされ、警戒心が薄くなったことでキタキツネに捕食される個体が多数出ている可能性が指摘されている。